# 朝日 (郡山市)
朝日（あさひ）は、福島県郡山市に所在する町丁である。郵便番号は963-8024。

## 地理
郡山市役所本庁所管地域である市街中心部に属する。北で並木、東で西ノ内、緑町、南東角で豊田町、南で開成、西で桑野とそれぞれ隣接する。中心市街地中部に位置し、住居表示が実施されている。内環状線西側沿線のうちさくら通り以北、うねめ通り以南の区画を範囲とし、南より一～三丁目が設置されている。幹線道路沿いに商業施設などが立ち並び、それらの裏手に住宅地が広がるほか、市役所をはじめ行政施設が多く立地する。長者に所在する郡山警察署長者交番、および堂前町に所在する郡山消防署本署がそれぞれ管轄にあたる。

## 世帯数と人口
2024年1月1日現在の世帯数と人口は以下の通りである。
| 町丁       | 世帯数  | 人口  |
| ---------- | ------- | ----- |
| 朝日一丁目 | 312世帯 | 564人 |
| 朝日二丁目 | 160世帯 | 286人 |
| 朝日三丁目 | 103世帯 | 200人 |

## 小・中学校の学区
市立小・中学校に通う場合、学区は以下の通りとなる。
| 番地       | 小学校               | 中学校                 |
| ---------- | -------------------- | ---------------------- |
| 一丁目     | 郡山市立桃見台小学校 | 郡山市立郡山第五中学校 |
| 二・三丁目 | 郡山市立大島小学校   | 郡山市立郡山第五中学校 |

## 交通

### 道路
- 福島県道142号河内郡山線（さくら通り）
- 一級市道30号荒井八山田線（内環状線）
- 一級市道32号本町開成線（文化通り）
- 一級市道35号若葉桑野線（うねめ通り）

## 施設等
- 郡山市役所 本庁舎
- 郡山市保健所
- 郡山市総合福祉センター
- 郡山郵便局
- 開成柏屋
- 東京インテリア家具 郡山店